# Colomychus talis
Colomychus talis là một loài bướm đêm trong họ Crambidae.